# آندراینجاتو سنتره
آندراینجاتو سنتره (به لاتین: Andrainjato Centre) یک منطقهٔ مسکونی در ماداگاسکار است که در لالانژینا واقع شده‌است. آندراینجاتو سنتره ۱۰٬۰۰۰ نفر جمعیت دارد و ۱٬۱۳۶ متر بالاتر از سطح دریا واقع شده‌است.